# Sevinghausen

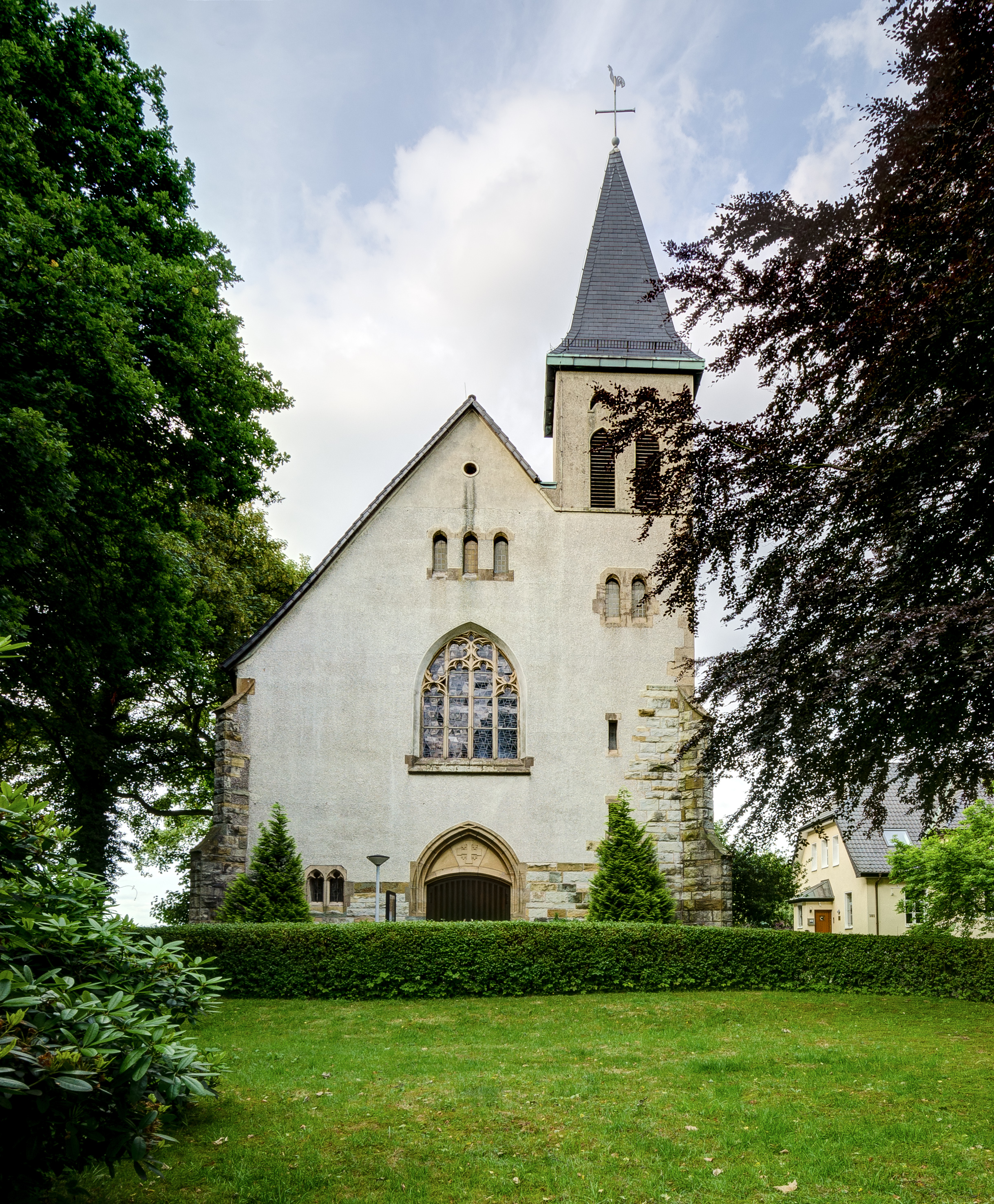
Kirche Herz Jesu, Sevinghausen

Sevinghausen ist ein am Hellweg gelegener Ortsteil von Höntrop, Stadtteil des Stadtbezirks Wattenscheid der Stadt Bochum an der Grenze zu Essen. Die einstige Gemeinde hat sich bis heute viele ländliche Züge bewahrt. Der Name geht auf die ehemalige Wasserburg Haus Sevinghausen zurück. Die im westfälischen Raum zweitfrüheste Erwähnung der Bezeichnung „Hellweg“ im Jahr 1291 ist mit dem Sevinghauser Siedlungsteil Stalleiken verbunden.

## Geschichte
Die Pilgerkapelle St. Bartholomäus wurde erstmals 1395 erwähnt, und schon um 1364 bestand hier ein Hospital, das auch Jakobspilger aufnahm. Um dieses Hospital bildete sich langsam der Kern des Stadtteils, der Ortsteil Stalleiken. Der Hackmannsche Hof, später Kümmel-Kopp, besaß seit dem Dreißigjährigen Krieg das Braurecht und Schankrecht.
Um 1798 zählte man 21 Bauernhöfe und Kotten. Lebten im Jahre 1871 nur 429 Einwohner auf einer Fläche von 304 Hektar, waren es 1905 schon 1719 Menschen. Von 1908 bis 1909 wurde die vom Architekten Josef Franke entworfene katholische Kirche Herz Jesu gebaut. Die evangelische Kirche errichtete eine Schule. Man verfügte über ein eigenes Spritzenhaus.
Durch das Inkrafttreten des Gesetzes über die Neuregelung der kommunalen Grenzen im rheinisch-westfälischen Industriebezirke am 1. April 1926 wurde Sevinghausen nach Wattenscheid eingemeindet. Am 1. Januar 1975 kam Sevinghausen mit Wattenscheid zu Bochum.
Die Zeche Fröhliche Morgensonne im Ortsteil Westenfeld bot viel Arbeit. Heute befindet sich an gleicher Stelle das „Industriegebiet Fröhliche Morgensonne“. Daneben, auf Sevinghauser Gebiet, entstand in den späten 1960er das Gewerbegebiet Wattenscheid-West. Hier entstand auch eine große Niederlassung der Bochumer Firma Lueg. Die Berliner Straße, welche den Ruhrschnellweg mit dem Hellweg und dem Zeppelindamm verbindet, entstand in den frühen 1970er.
In der Nachkriegszeit wurde am Stalleickenweg die Kleinzeche Neu Mecklingsbank betrieben.
Das Heimatmuseum Helfs Hof bewahrt Relikte aus der vorindustriellen Zeit. Der ortseigene Fußballverein ist der FSV Sevinghausen 1980. Alljährlich findet ein Gänsereiten statt.